# Bernard Laurent (résistant)
Pour les articles homonymes, voir Bernard Laurent et Laurent.
Bernard Laurent, né le 11 septembre 1921 à Ronquerolles dans la commune d'Agnetz et mort fusillé le 17 avril 1942 au Mont-Valérien, est un résistant communiste, membre des Bataillons de la jeunesse pendant la Seconde Guerre mondiale.

## Éléments biographiques

### Origines modestes
Bernard Laurent est issu d'une famille modeste : son père exerce la profession de maçon. Sa mère, Marcelle Touzet, militante, est responsable du comité des femmes contre la guerre en 1936.
Lui-même travaille comme boulanger jusqu'à son arrestation.

### Résistance et exécution
Adhérent des Jeunesses communistes depuis 1937, Bernard Laurent s'engage dans la Résistance au sein des Bataillons de la jeunesse pendant la Seconde Guerre mondiale.
Le 28 août 1941, il participe à l’attaque contre des camions allemands rue de la Plaine à Paris dans le 20e arrondissement, avec Camille Drouvot et Jean Garreau.
Dans une action menée avec André Kirschen et Pierre Tourette le 6 septembre 1941, il abat le sergent Blasius Hoffmann à Paris dans le 14e arrondissement,. Avec la même équipe, il participe le 10 septembre 1941 à une action au cours de laquelle André Kirschen blesse grièvement l’officier de marine Denecke à la station de métro Porte Dauphine.
Le 26 février 1942, il est arrêté par la police de Vichy puis livré aux autorités d'occupation allemandes. Il est l'un des vingt-sept résistants qui comparaissent, du 7 au 14 avril 1942, au procès de la Maison de la Chimie. Il est fusillé avec vingt-trois autres de ses camarades au Mont-Valérien le 17 avril 1942.